# Khanat d'Astrakhan
1466–1556
Entités précédentes :
- Horde d'or

Entités suivantes :
- Tsarat de Russie

Le Khanat d'Astrakhan (Khanat de Khadjitarkhan) est un état féodal Tatar apparu au milieu du XVe siècle lors de l'éclatement de la Horde d'or. Il se maintint presque un siècle avant d'être annexé par la Russie en 1556.
Créé dans les années 1460 par Mäkhmüd d'Astrakhan, il avait pour capitale la ville de Khadjitarkhan, aussi connue sous le nom d'Astrakhan dans les chroniques russes (elle était en fait située à environ 12 km de la ville moderne d'Astrakhan).
Son territoire, comprenant l'essentiel de l'actuel oblast d'Astrakhan, était situé à l'embouchure de la Volga autour d'Astrakhan : il comprenait le cours inférieur du fleuve et son delta, ainsi que les steppes de sa rive droite où est maintenant située la Kalmoukie.
La côte Nord-Ouest de la mer Caspienne marquait sa frontière sud et le Khanat de Crimée le bordait à l'Ouest.

## Histoire
La zone entourant le cours inférieur de la Volga est peuplée par diverses tribus turques depuis au moins le Ve siècle.
Elle est ainsi au Ve siècle un des cœurs du peuplement Khazar. 
Après l'invasion Mongole et l'éclatement de l'Empire Mongol, la région est dominée par la Horde d'Or, empire à son tour rongé par la guerre civile.
Le Khanat semi-indépendant d'Astrakhan est établi par Qasim Ier vers 1466.
Son emplacement à l'embouchure de la Volga, carrefour d'importantes routes commerciales, fait sa richesses et attire la convoitise des états voisins et des tribus nomades, qui l'envahissent à plusieurs reprises. 
Le Khan de Crimée Mengli Giray, qui a mis fin à la Horde d'Or en 1502, y cause d'importantes destructions.
Dans les années 1530 le Khanat d'Astrakhan coopère avec le Khanat de Crimée et la Horde Nogaï lors de campagnes contre la Russie. 
Plus tard, le Khanat est impliqué dans des conflits contre ses premiers alliés.
À la suite de la prise de Kazan par le tsar Ivan IV de Russie, dit Ivan le Terrible, en 1552, un parti pro-moscovite prend le pouvoir à Astrakhan. 
Ivan envoie des troupes en Astrakhan afin de placer Dervish Ali comme vassal sur le trône d'Astrakhan en 1554. 
Les nobles pro-moscovites et des membres des tribus Nogaï occupent Astrakhan.
Lorsque la menace des raids du Khanat de Crimée disparaît, le Khan Dervish Ali conspire avec le khan de Crimée pour expulser les Russes de la région. 
Ivan IV envoie des armées de Streltsy et de Cosaques, qui conquièrent et annexent la région en 1556. 
Khadjitarkhan est assiégée et incendiée.
Le Khanat est absorbé par les Russes et aboli. 
Dervish Ali se réfugie à Azov, alors sous domination ottomane.
Après la chute du Khanat, les Tatars sont attaqués par les Kalmouks, qui expulsent les nomades Nogaïs. 
De nombreux Nogaïs sont déplacés au Kazakhstan et au Daghestan. 
Cependant on trouve encore[Quand ?] environ 70 000 Tatars d'Astrakhan dans l'oblast d'Astrakhan.

## Population et société
La majeure partie de la population du Khanat d'Astrakhan est alors composée de Tatars et de Nogaïs. 
Les marchands y font transiter des marchandises entre la Moscovie, le khanat de Kazan, le khanat de Crimée, l'Asie centrale et les régions transcaucasiennes. 
La structure hiérarchique de la noblesse est la suivante : le Khan, les sultans, les begs et mirzas. 
Le reste de la population est appelé les qara xalıq, c'est-à-dire hommes noirs (ou plus précisément, en Turc ancien, « grande création » signifiant les créatures au sens large ou « gens du commun », « qara » pouvant aussi signifier « grand » pas seulement « noir » et « aq » (blanc), signifiant aussi « délicat », « petit », etc - la désignation turque habituelle pour désigner les "gens du commun". La religion d'état était l'Islam.

## Liste des khans d'Astrakhan
- 1465-1466 : Mahmud bin Küchük (en)
- 1466-1490 : Qasim Ier (en)
- 1490-1504 : Abdal-Karim (en)
- 1504-1532 : Qasim II (en)
- 1532-1534 : Aq Kubek (en) (1er règne)
- 1534-1538 : Abdur Rahman (en)
- 1537-1538 : Dervish Ali (1er règne)
- 1538-1541 : Sheikh Haydar (en)
- 1541-1544 : Aq Kubek (en) (2e règne)
- 1544-1554 : Yaghmurchi (en)
- 1554-1557 : Dervish Ali (2e règne)